# Larvik Turn
Larvik Turn & Idrettsforening – norweski klub sportowy mający siedzibę w mieście Larvik. Posiada sekcje piłki nożnej, piłki ręcznej, zapasów, gimnastyki i lekkiej atletyki. Klub piłkarski gra w 3. divisjon.

## Historia
Klub został założony w 1865 roku. Sekcja piłkarska została założona w 1906 roku. W 1937 roku klub po raz pierwszy wystąpił w pierwszej lidze norweskiej. W sezonie 1952/1953 klub wygrał swoją grupę w lidze, a w meczu o mistrzostwo Norwegii pokonał 3:2 Skeid Fotball. W sezonie 1954/1955 ponownie wystąpił w finale mistrzostw Norwegii. Wygrał w nim 4:2 z Fredrikstad FK. W sezonie 1955/1956 wywalczył swoje trzecie mistrzostwo kraju. W finałowym meczu wygrał 3:2 z Fredrikstad FK. Ogółem w pierwszej lidze wystąpił 13 razy (stan na 2016 rok). W 1956 roku klub awansował do finału Pucharu Norwegii. Przegrał w nim 1:2 ze Skeid Fotball.

## Stadion
Domowe mecze klub rozgrywa na stadionie o nazwie Lovisenlund w Larviku, który może pomieścić 1500 widzów.

## Sukcesy
- Mistrzostwo Norwegii: 3
  - 1953, 1955, 1956

## Historia występów w pierwszej lidze
| Sezon     | Pozycja                         | M  | Pkt. | Z  | R | P  | GZ | GS |
| --------- | ------------------------------- | -- | ---- | -- | - | -- | -- | -- |
| 1937/1938 | 6. (Dystrykt IV, Gr. A)         | 12 | 7    | 3  | 1 | 8  | 20 | 31 |
| 1938/1939 | 5. (Dystrykt IV, Gr. A, spadek) | 12 | 7    | 3  | 1 | 8  | 18 | 40 |
| 1947/1948 | 3. (Dystrykt IV, gr. B, spadek) | 12 | 15   | 7  | 1 | 4  | 24 | 14 |
| 1952/1953 | 1. w Grupie B i 1. ogółem       | 14 | 22   | 10 | 2 | 2  | 44 | 11 |
| 1953/1954 | 4. (Grupa A)                    | 14 | 16   | 7  | 2 | 5  | 35 | 24 |
| 1954/1955 | 1. w Grupie B i 1. ogółem       | 14 | 21   | 10 | 1 | 3  | 40 | 16 |
| 1955/1956 | 1. w Grupie A i 1. ogółem       | 14 | 21   | 10 | 1 | 3  | 40 | 15 |
| 1956/1957 | 2. (Grupa A)                    | 14 | 17   | 7  | 3 | 4  | 25 | 16 |
| 1957/1958 | 2. (Grupa A)                    | 14 | 21   | 9  | 3 | 2  | 36 | 22 |
| 1958/1959 | 2. (Grupa B)                    | 14 | 16   | 5  | 6 | 3  | 38 | 25 |
| 1959/1960 | 4. (Grupa A)                    | 14 | 15   | 7  | 1 | 6  | 32 | 22 |
| 1960/1961 | 4. (Grupa A)                    | 14 | 15   | 4  | 6 | 4  | 24 | 30 |
| 1961/1962 | 16. (spadek)                    | 30 | 10   | 3  | 4 | 23 | 35 | 90 |

## Reprezentanci kraju grający w klubie
Stan na maj 2016.
| - Gunnar Andresen - Olav Førli - Gunnar Halle - Espen Hoff - Harry Boye Karlsen - Egil Lærum - Arne Legernes | - Per Ljostveit - Ole Einar Martinsen - Reidar Sundby - Tom Sundby - Gunnar Thoresen - Morten Vinje |